# Konstantin Bez
Konstantin Bez (* 21. Dezember 1990 in Tübingen) ist ein deutscher Film- und Theaterschauspieler.

## Leben
Konstantin Bez wuchs im schwäbischen Tübingen auf. Nach dem Abitur besuchte er von 2010 bis 2014 die Otto-Falckenberg-Schule in München.
Während seiner Schauspielausbildung spielte er bereits als Kasimir in Das war auf einer Lichtung, da sie zum ersten Mal Geld dafür nahm, einer Horváth-Collage in der Regie von Malte Jelden an den Münchner Kammerspielen. Von 2014 bis 2016 war Konstantin Bez festes Ensemblemitglied am Jungen Staatstheater Berlin.
Seit 2016 arbeitet er als freischaffender Schauspieler für Theater, Film, Fernsehen und Hörfunk von Berlin aus. Im Jahr 2019 wirkte er in Rosa von Praunheims Film Darkroom  - Tödliche Tropfen mit.

## Filmografie
- 2024: Die Eifelpraxis – Wann, wenn nicht jetzt
- 2023: Das Quartett: Tödliche Lieferung
- 2022: SOKO Stuttgart (Fernsehserie, Folge Unter Strom)
- 2021: Ich Ich Ich, Rolle: Reporter, Regie: Zora Rux
- 2021: Der Zürich-Krimi: Borchert und die Zeit zu sterben (Filmreihe)
- 2019: Darkroom – Tödliche Tropfen, Regie: Rosa von Praunheim
- 2019: Rate Your Date, Rolle: Oliver, Kinofilm von David Dietl
- 2018: Tödliche Tropfen, Rolle: Michaels Freund, Kinofilm von Rosa von Praunheim[3]
- 2018: Kurz vor Sex, Rolle: Jakob, Regie: Willi Kubica, Klemens Hegen
- 2017: Benchmark, Rolle: Junger Mann, Regie: Candice Schrapff
- 2017: Seoul Subscriber, Regie: Mats Süthoff
- 2016: Vier Inseln, Rolle: Kolja, Regie: Philipp Fröhlich
- 2016: Intergalactical Chewing Gum, Regie: Judith Taureck
- 2016: That Missing Look, Regie: Laura Nai
- 2015: Roadtrip, Regie: Constantin Stepan
- 2014: Sunset, Rolle: Damian, Regie: Simon Pfister
- 2014: Die Rattenfängerin, Regie: Judith Taureck
- 2014: Solo, Regie: Steffen Grohmann
- 2013: Halbdistanz[4], Regie: Ozan Mermer

## Theater (Auswahl)
- 2018: Sturm und Drang[5], Rolle: Tante Kathrin, Junges Staatstheater Berlin
- 2017: Die Hugenotten[6], Junges Staatstheater Berlin
- 2017: Gunger Hames, BAT-Studiotheater
- 2016: Freiboxen, Deutsches Theater Berlin
- 2016: ANTICLOCK, Münchener Biennale
- 2016: Die Räuber, Rolle: Roller, Kosinsky, Libertiner, Junges Staatstheater Berlin[7]
- 2015: Fjodor, Hund und Kater, Rolle: Fjodor, Junges Staatstheater Berlin
- 2015: Vom Ende der Kindheit, Junges Staatstheater Berlin
- 2014: Frühlings Erwachen, Rolle: Melchior, Altes Schauspielhaus Stuttgart
- 2013: Das war auf einer Lichtung..., Münchner Kammerspiele
- 2012: Nachschlag, Münchner Kammerspiele
- 2012: La fanciulla del West, Otto-Falckenberg-Schule